# 驳议
驳议，即辩驳、议论。又可指臣属向皇帝的上书的一种奏议，后来统指在上书中驳正别人的议论，创始于汉代。汉代臣下对重大政事有异议者上呈皇帝之文书。
蔡邕《独断·卷上》中说“凡群臣上书于天子者，有四名：一曰章、二曰奏、三曰表、四曰驳议”。又说“其有疑事，公卿百官会议，若台阁有所正处，而独执异意者，曰驳议。驳议曰‘某官某甲议以为如是’。下言‘臣愚戆议异’。其非驳议不言议异。其合于上意者，文报曰‘某官某甲议可’。”如唐代柳宗元有《驳复仇议》等。